# Miholjsko
Miholjsko – wieś w Chorwacji, w żupanii karlowackiej, w gminie Vojnić. W 2011 roku liczyła 123 mieszkańców.